# Carlos Acuña
Carlos Acuña va ser un cantant i compositor de tango argentí. Com a vocalista, va ser conegut sobretot per la seva interpretació de La Calesita ; i com a compositor, per Un boliche.
Nascut Carlos Ernesto di Loreto, Acuña va començar la seva carrera en la dècada de 1950 i es va donar a conèixer per la seva veu profunda i altament expressiva. Va actuar amb líders d'orquestra com Ernesto de la Cruz, Carlos di Sarli i Mariano Habitis; el poeta i escriptor de tango Celedonio Flores, el seu amic més pròxim, va presentar moltes de les seves actuacions fins a la seva pròpia mort en 1947.
Acuña es va unir a l'orquestra de Mores en 1955, amb qui va gravar 15 discos per a Odeon Records. Els seus viatges a l'estranger com a intèrpret li van donar èxit a l'Uruguai, Mèxic, Itàlia i Espanya, on es va convertir en un amic proper de l'exiliat Juan Perón. Va viure a Espanya durant 17 anys, on va obtenir gran èxit, i després va tornar a l'Argentina el 1978.
Va morir a Buenos Aires en 1999 i va ser internat en el cementiri de la Chacarita.